# Doolin
Doolin (irsky Dúlainn) je pobřežní vesnice v hrabství Clare v Irsku. Leží na pobřeží Atlantiku, jihozápadně od lázeňského města Lisdoonvarna. Je proslulá tradiční irskou hudbou, která se zde po večerech hraje v místních hospodách, díky čemuž se stala oblíbeným turistickým cílem. Pro různorodou směsici zdejších hudebních stylů je Doolin někdy také nazýván „hudební Mekkou“ hrabství Clare.

## Lidé
Mezi hudebníky, kteří zde žili nebo hráli v místních hospodách patří Micho Russell a jeho bratři Packie a Gussie, Sharon Shannon, Davy Spillane a Steve Wickham ze skupiny The Waterboys.

## Obrazárna

Doolin - Dúlainn
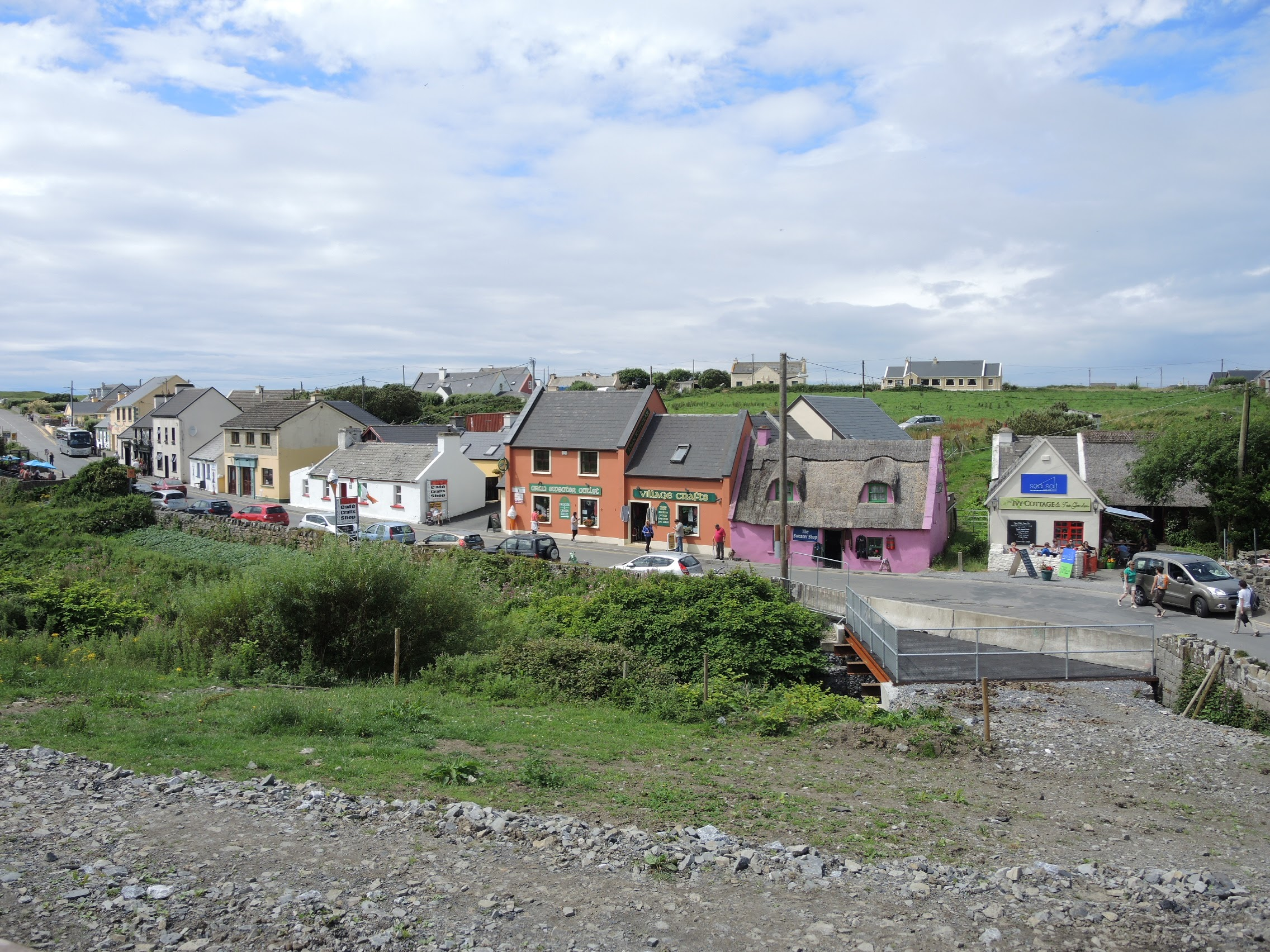
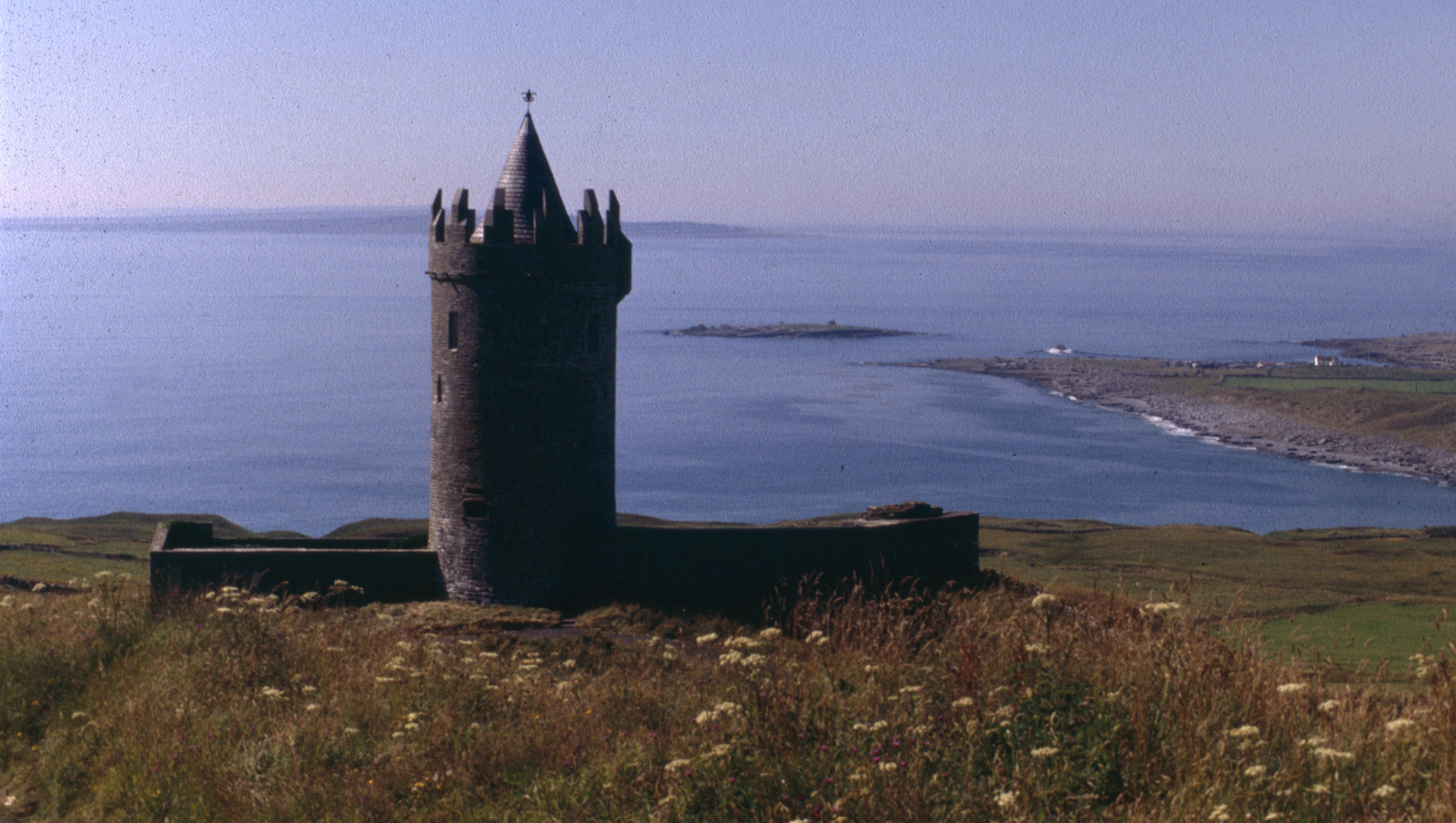
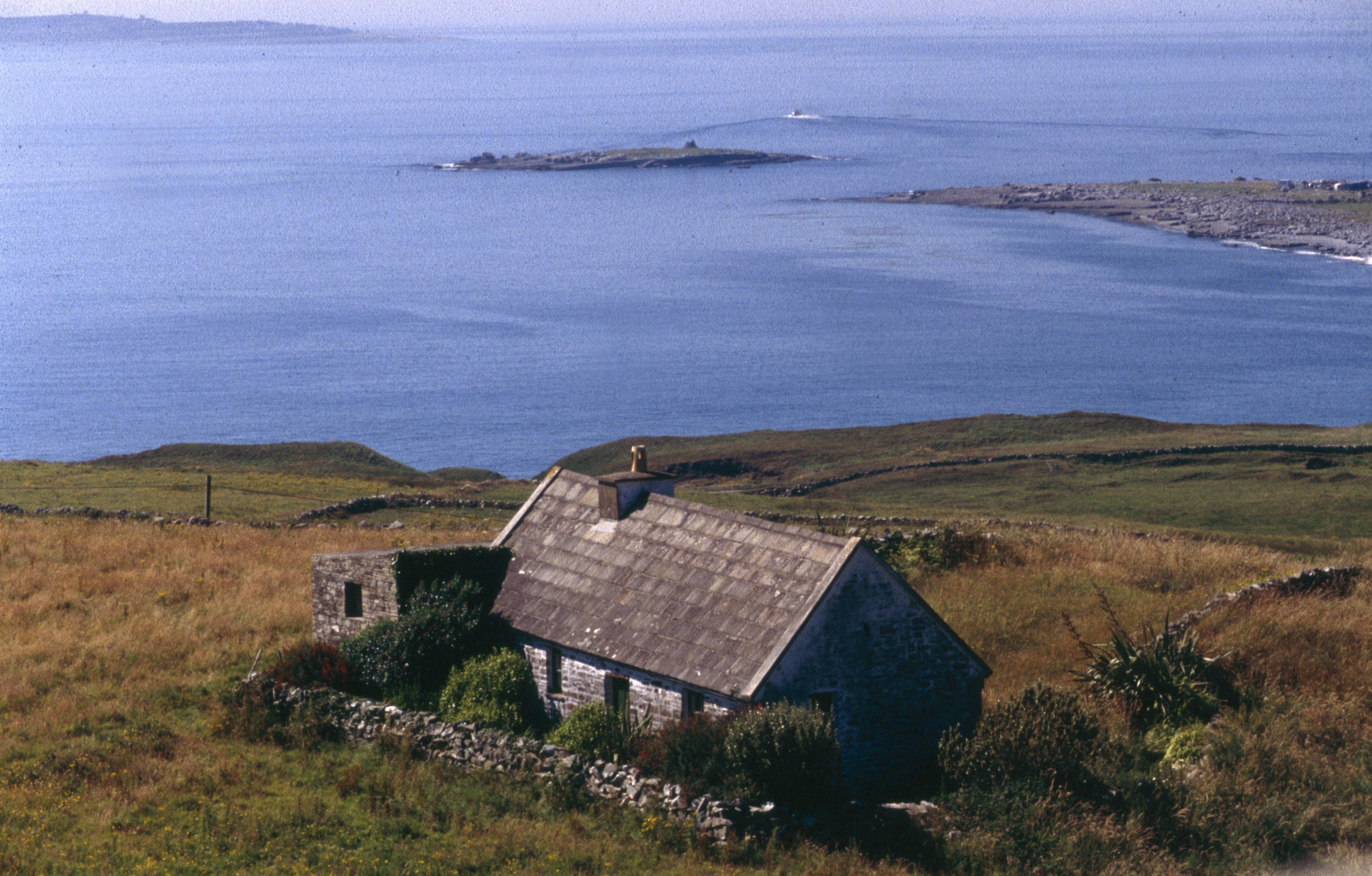
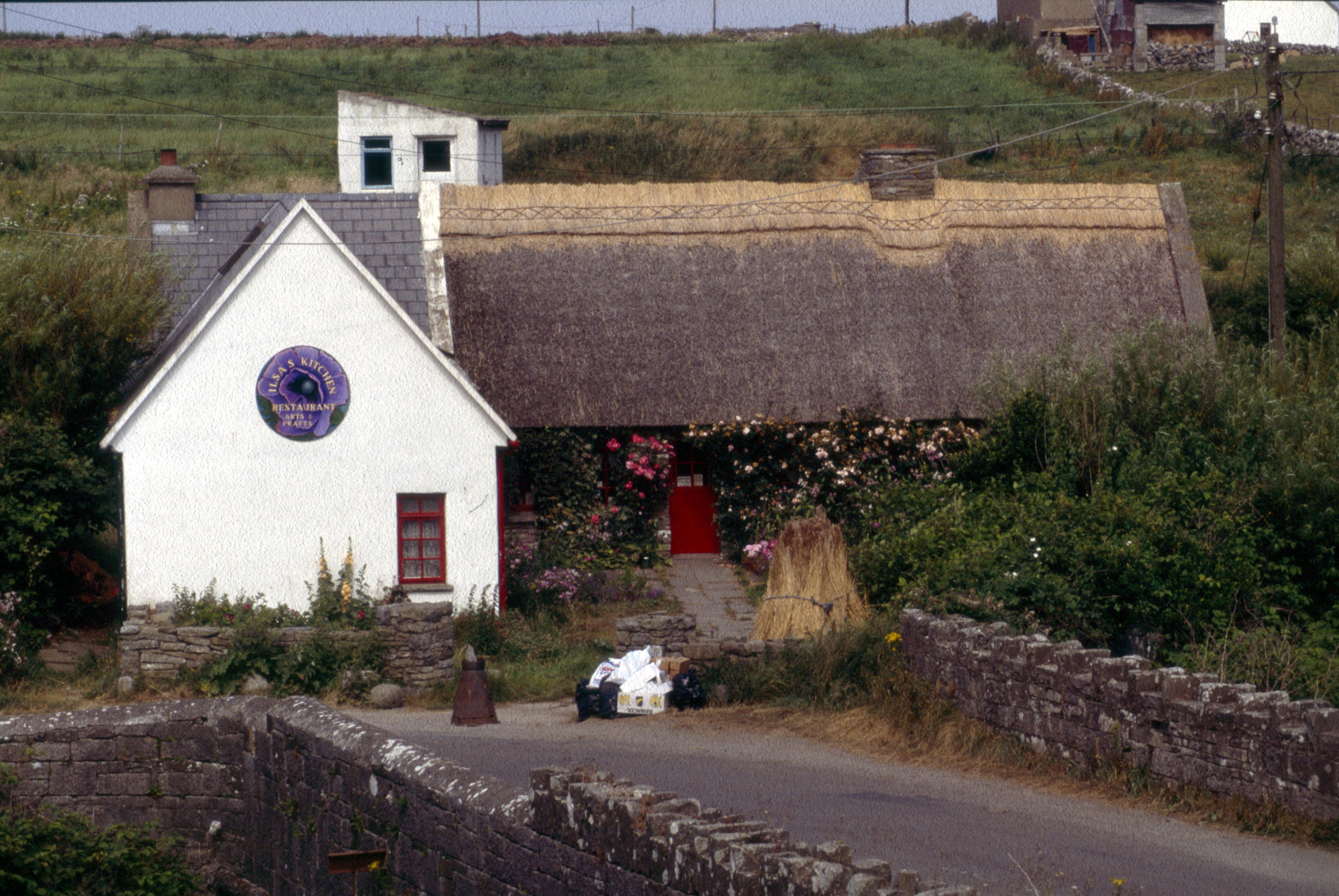
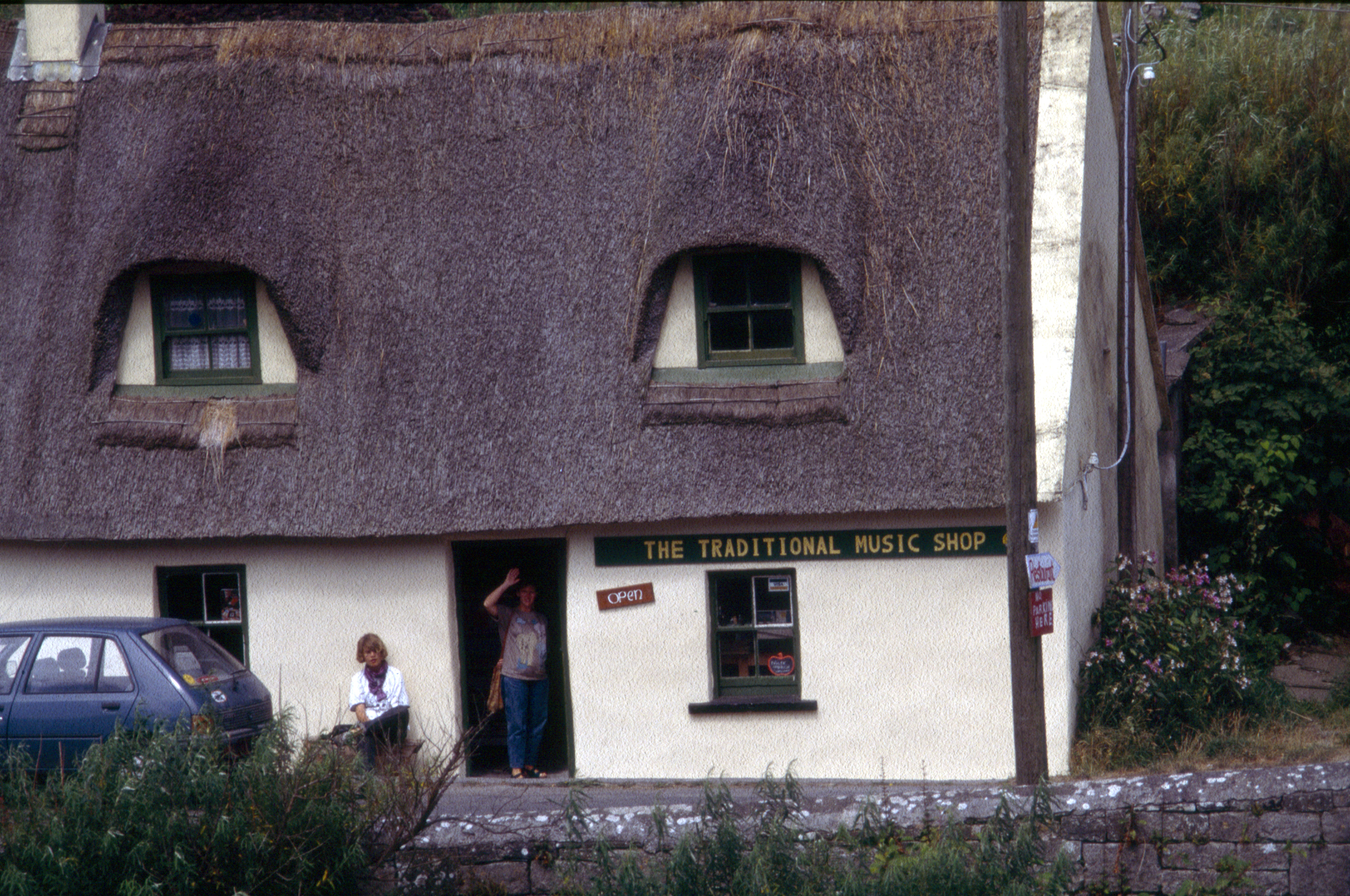
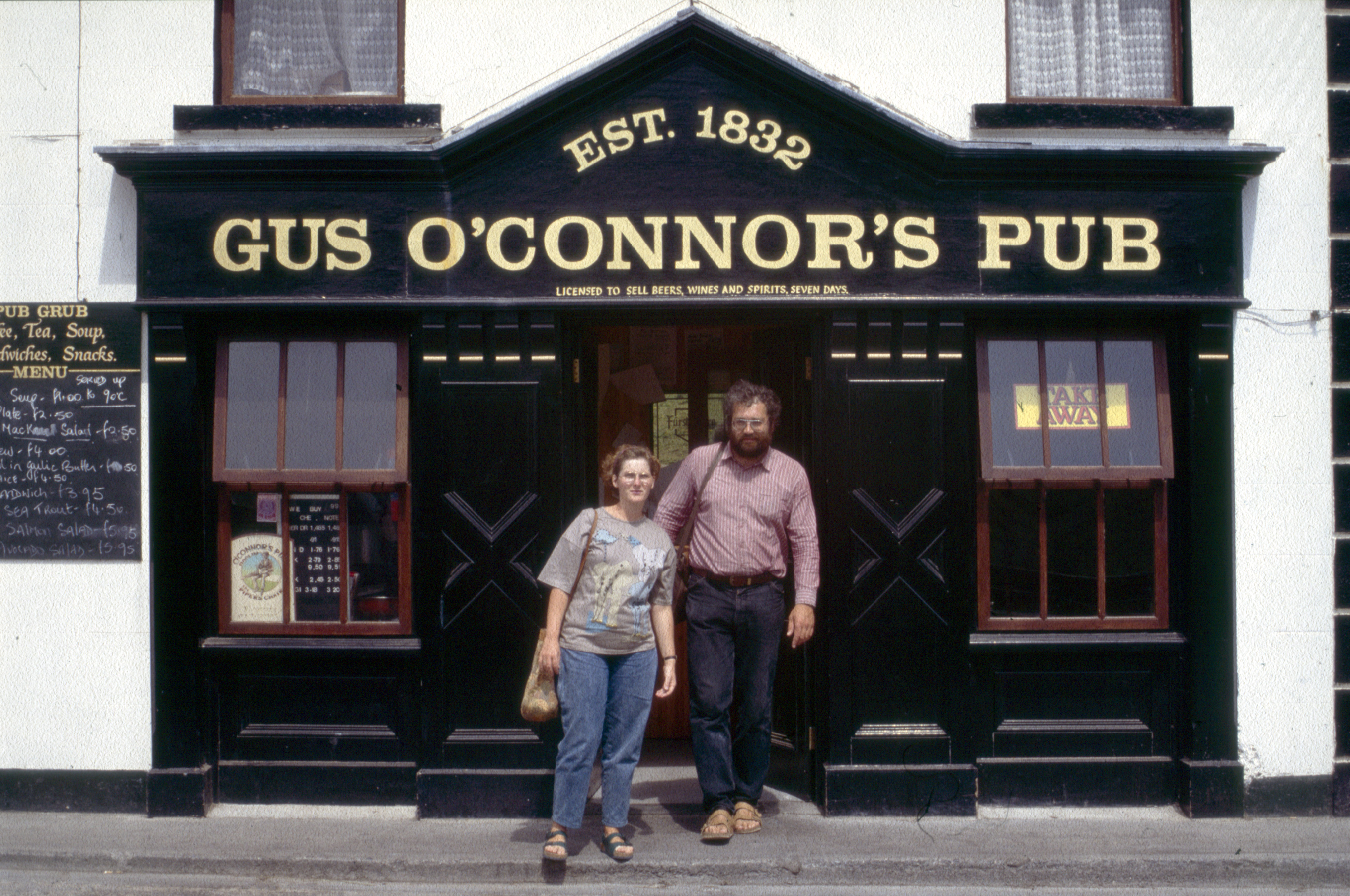
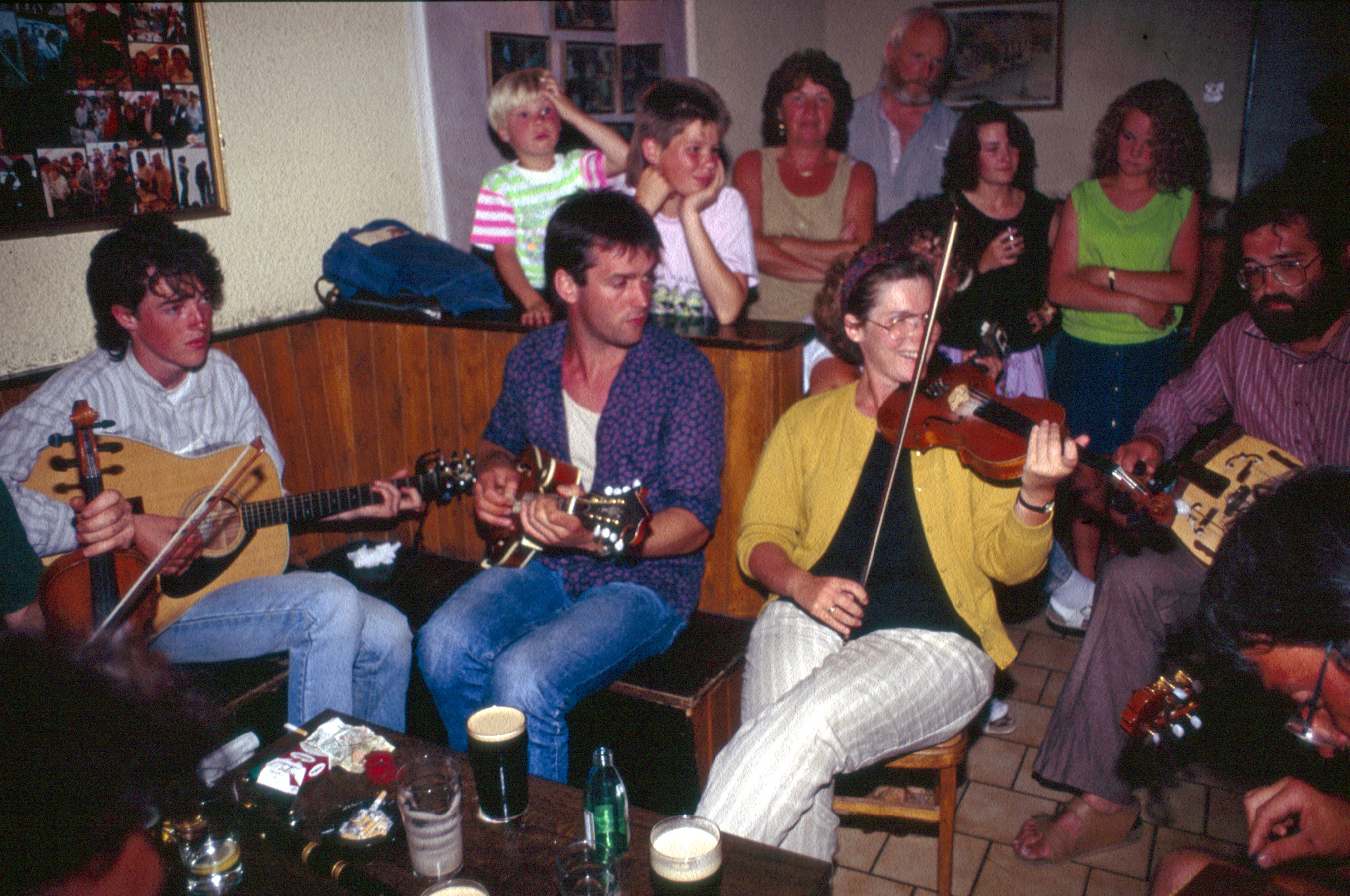
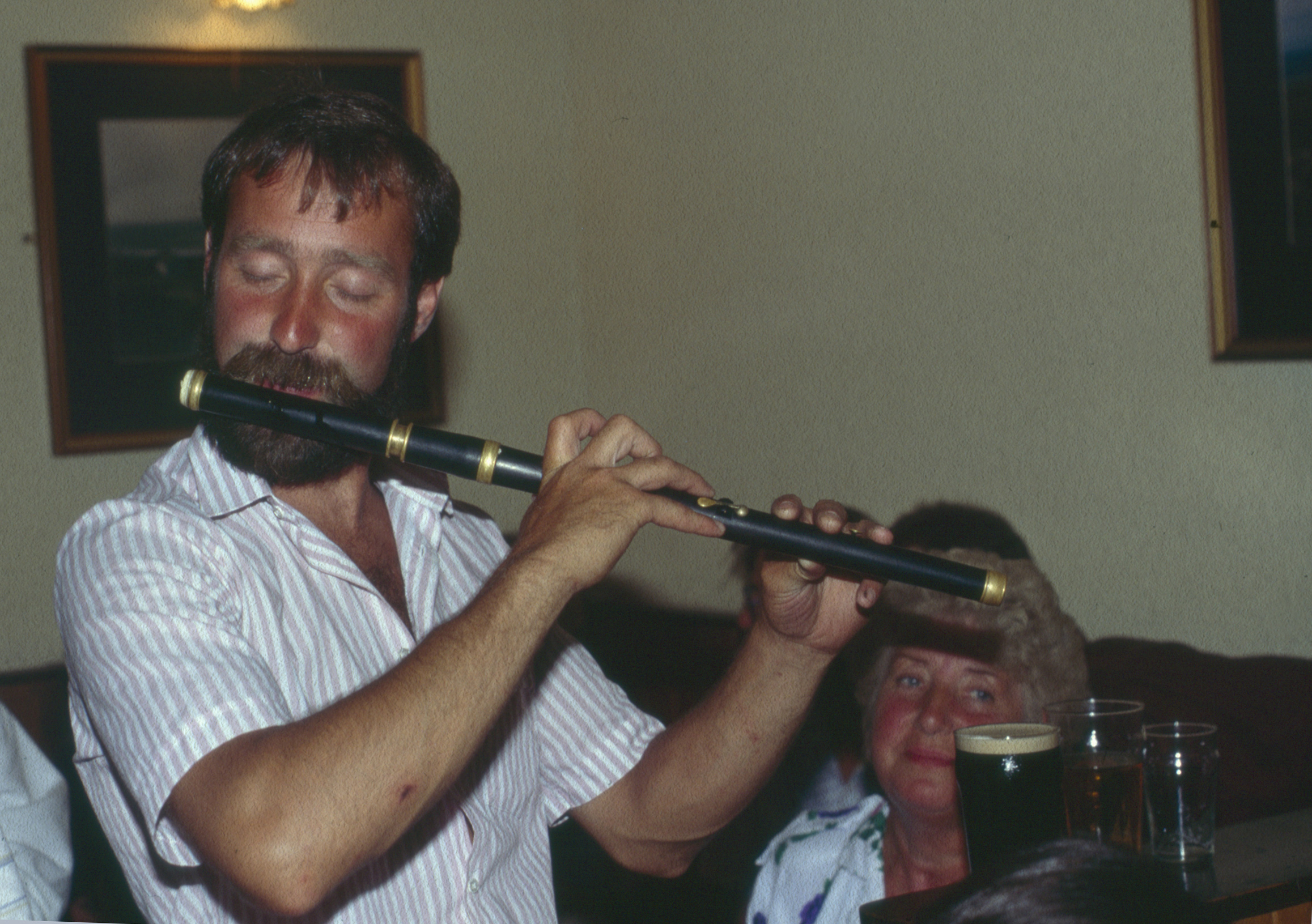